# العلاقات الأفغانية الألمانية
توصف العلاقة التاريخية التي تجمع ألمانيا بأفغانستان بأنها قوية. في عام 2016، أقام البلدان احتفالية مشتركة بمناسبة مرور مئة عام على «الصداقة» بينهما. خلال الاحتفال، وصف الرئيس الأفغاني العلاقة التي تجمع بلاده بألمانيا، ب «التاريخية».
ألغت معاهدة جاندماك (26 أو 30 مايو من عام 1879) مع معاهدة خط ديورند معاهدة سابقة تتعلق ب 2640 كيلومتر (1640 ميل) من الحدود سهلة الاختراق تربط الراج البريطاني (دولة باكستان اليوم) بأفغانستان. نتيجة لهذه المعاهدة، كسبت بريطانيا السيطرة الكاملة على السياسة الخارجية الأفغانية من خلال ملك أفغانستان. لم تكن ألمانيا، باعتبارها منافسة لبريطانية، قادرة على الحد من النفوذ الريطاني في أفغانستان سوى من خلال إرسال البعثات والمهام السرية.

كان جبهارد فلايشر، الملقب في كابول باسم «جيمس بوند الألماني»، مهندسًا في شركة كروب الألمانية المتخصصة بتصنيع الأسلحة. في عام 1893، سافر فلايشر إلى مدينة كابول الأفغانية، والتقى بالأمير عبد الرحمن خان على انفراد. بموجب أوامر الملك، قام فلايشر بتوسيع عمل شركتي الأسلحة الأفغانية، ماشين خانا (بيت الآلات)، وتوب خانا (بيت المدفع). ليس من المؤكد فيما إذا كانت حكومة الهند البريطانية على علم بهذه الرحلة أم لا. في وقت لاحق، وتحديدًا في عام 1904، تعرض مهندسو شركة كروب للاغتيال بظروف غامضة. كتب آداميك:
كان جوتليب فلايشر، الموظف في شركة كروب ستيلوركس الواقعة في مدينة إيسن الألمانية والذي تعاقد في عام 1898 مع الأمير عبد الرحمن لبدء تصنيع أسلحة وذخيرة في معمل (ماشين خان) المنشأ حديثًا في كابول، أول ألماني شهير يقيم في مدينة كابول الأفغانية. قتل فلايشر في شهر نوفمبر 1904 بالقرب من الحدود خلال رحلة سفره إلى الهند. 

## تاريخ

### معاهدة الصداقة والتجارة لعام 1916
بدأت العلاقات بين ألمانيا وأفغانستان قبل الحرب العالمية الأولى. توصف العلاقات التاريخية التي تجمع هذين البلدين بالودية.
في عام 1915، عُقد الاجتماع الألماني الأفغاني الثاني بين الأمير حبيب الله خان ووفد ألماني مكون من 23 عضو. تمثلت غاية الوفد الألماني من عقد اجتماع مع الأمير الأفغاني بمحاولة إضعاف النفوذ البريطاني في أفغانستان كجزء من بعثة نيدرماير-هنتيج (بعثة كابول) التي أرسلتها القوى المركزية إلى كابول في محاولة منها لتشجيع أفغانستان على إعلان الاستقلال الكامل عن الإمبراطورية البريطانية ودخول الحرب العالمية الأولى إلى جانب القوى المركزية. . مع ذلك، وقعت خلال هذه الزيارة اتفاقية تجارة ودية بين البلدين. وفقًا لمعاهدة 24 يناير 1916، وعدت الحكومة الأفغانية الوفد الألماني بتقديم 100 ألف بندقية و300 مسدس لألمانيا.
أُبرمت اتفاقية صداقة بين البلدين بتاريخ 3 مارس 1926، مع اعتراف كل من البلدين بسفير البلد الآخر. في عام 1926، تم التصديق على اتفاقية 24 يناير 1916 للصداقة والتجارة السابقة والمؤرخة بتاريخ 24 يناير 1916.

### العلاقات الدبلوماسية واعتماد القنصل
وصل أول وفد رسمي أفغاني إلى ألمانيا في عام 1922 عندما أرسلت الحكومة الأفغانية وفدًا مكونًا من مجموعة من الدبلوماسيين لإجراء محادثات مع الألمان حول العلاقات الدبلوماسية والتجارية والثقافية بين البلدين. ردًا على ذلك، أرسلت ألمانيا الدكتور فريتز جروبا إلى أفغانستان في عام 1932. شغل جروبا خلال السنة الأولى من تواجده في أفغانستان منصب القنصل الألماني في كابل، لكنه كان في واقع الأمر يقوم بأعمال سفير. كانت «السفارة» التي تحمل اسم الممثلية الدبلوماسية ومقر إقامة القائم بالأعمال، تقع بالقرب من حدائق بابور في العاصمة الأفغانية، كابول. زار الملك الأفغاني، أمان الله خان، بزيارة ألمانيا بتاريخ 22 فبراير 1928 حيث التقى برئيس جمهورية فايمار، باول فون هيندنبورغ.

## مقارنة بين البلدين
هذه مقارنة عامة ومرجعية للدولتين:
| وجه المقارنة                                              | أفغانستان                    | ألمانيا                                                                              |
| --------------------------------------------------------- | ---------------------------- | ------------------------------------------------------------------------------------ |
| المساحة (كم2)                                             | 652.23 ألف                   | 357.41 ألف                                                                           |
| عدد السكان (نسمة)                                         | 34.94 مليون                  | 81.29 مليون                                                                          |
| الكثافة السكانية (ن./كم²)                                 | 53.57                        | 227.44                                                                               |
| العاصمة                                                   | كابل                         | بون، برلين                                                                           |
| اللغة الرسمية                                             | اللغة البشتوية، اللغة الدرية | اللغة الألمانية                                                                      |
| العملة                                                    | أفغاني                       | يورو، مارك ألماني                                                                    |
| الناتج المحلي الإجمالي (بليون دولار)                      | 20.82 مليار                  | 3.68 تريليون                                                                         |
| الناتج المحلي الإجمالي (تعادل القوة الشرائية) بليون دولار | 62.62 مليار                  | 3.92 تريليون                                                                         |
| الناتج المحلي الإجمالي الاسمي للفرد دولار أمريكي          | 594                          | 41.31 ألف                                                                            |
| الناتج المحلي الإجمالي للفرد دولار أمريكي                 | 1.93 ألف                     | 46.40 ألف                                                                            |
| مؤشر التنمية البشرية                                      | 0.479                        | 0.926                                                                                |
| رمز المكالمات الدولي                                      | +93                          | +49                                                                                  |
| رمز الإنترنت                                              | .af                          | .de                                                                                  |
| المنطقة الزمنية                                           | ت ع م+04:30                  | توقيت وسط أوروبا، ت ع م+01:00، ت ع م+02:00، توقيت أوروبا الوسطى المعياري (ت غ م +1) ‏ |

## منظمات دولية مشتركة
يشترك البلدان في عضوية مجموعة من المنظمات الدولية، منها:
| علم المنظمة | اسم المنظمة                               | تاريخ انضمام أفغانستان | تاريخ انضمام ألمانيا |
| ----------- | ----------------------------------------- | ---------------------- | -------------------- |
|             | مؤسسة التمويل الدولية                     | 23 سبتمبر 1957         | 20 يوليو 1956        |
|             | منظمة حظر الأسلحة الكيميائية              | ?                      | 29 أبريل 1997        |
|             | يونسكو                                    | 4 مايو 1948            | 11 يوليو 1951        |
|             | الاتحاد الدولي للاتصالات                  | 12 أبريل 1928          | 1866                 |
|             | الأمم المتحدة                             | 19 نوفمبر 1946         | 18 سبتمبر 1973       |
|             | منظمة الشرطة الجنائية الدولية             | ?                      | ?                    |
|             | البنك الدولي للإنشاء والتعمير             | 14 يوليو 1995          | 14 أغسطس 1952        |
|             | الاتحاد البريدي العالمي                   | ?                      | 1 يوليو 1875         |
|             | مؤسسة التنمية الدولية                     | 2 فبراير 1961          | 24 سبتمبر 1960       |
|             | بنك التنمية الآسيوي                       | 1966                   | 1966                 |
|             | المركز الدولي لتسوية المنازعات الاستشارية | 25 يوليو 1968          | 18 مايو 1969         |
|             | وكالة ضمان الاستثمار متعدد الأطراف        | 16 يونيو 2003          | 12 أبريل 1988        |

## أعلام
هذه قائمة لبعض الشخصيات التي تربطها علاقات بالبلدين:
- حسن أمين (لاعب كرة قدم أفغانستاني، 11 أكتوبر 1991 – )
- خيبر أماني (لاعب كرة قدم أفغاني، 6 فبراير 1987[33] – )
- سيتارة أشكازي (1957 – 12 أبريل 2009)
- عبيد الله كريمي (لاعب كرة قدم أفغاني، 21 ديسمبر 1979[34] – )
- مسيح سايجاني (لاعب كرة قدم ألماني، 22 أغسطس 1986 – )
- مصطفى حديد (لاعب كرة قدم أفغاني، 25 أغسطس 1988[35] – )
- ناديم أميري (لاعب كرة قدم ألماني، 27 أكتوبر 1996[36] – )

## وصلات خارجية
- موقع وزارة الخارجية الأفغانية
- موقع وزارة الخارجية الألمانية